# Ховальд (Саксония)
Ховальд (нем. Hohwald) — бывший посёлок в Германии, в земле Саксония. Подчинён административному округу Дрезден. Входит в состав района Саксонская Швейцария. Население 4760 чел. Занимает площадь 58,94 км². Официальный код — 14 2 87 170.
Ховальд возник 1 января 1994 года объединением деревней Бертельсдорф, Рюккерсдорф и Лангбуркерсдорф. C 1 августа 2007 Ховальд относится к Нойштадту в Саксонии.